# Campeonato Mundial de Bobsleigh y Skeleton de 2015
El LX Campeonato Mundial de Bobsleigh y Skeleton se celebró en la localidad de Winterberg (Alemania) entre el 26 de febrero y el 8 de marzo de 2015 bajo la organización de la Federación Internacional de Bobsleigh y Skeleton (FIBT) y la Federación Alemana de Bobsleigh y Skeleton.

## Resultados

### Bobsleigh
| Evento                      | Oro                                                                                  | Plata                                                                                                  | Bronce                                                                           |
| --------------------------- | ------------------------------------------------------------------------------------ | --- | -------------------------------------------------------------------------------- |
| Masculino doble (01.03)     | Francesco Friedrich · Thorsten Margis · Alemania · 3:43,30                           | Oskars Melbārdis · Daumants Dreiškens · Letonia · Johannes Lochner · Joshua Bluhm · Alemania · 3:44,36 | —                                                                                |
| Masculino cuádruple (08.03) | Maximilian Arndt · Alexander Rödiger · Kevin Korona · Ben Heber · Alemania · 3:34,89 | Nico Walther · Andreas Bredau · Marko Hübenbecker · Christian Poser · Alemania · 3:34,91               | Oskars Melbārdis Daumants Dreiškens Arvis Vilkaste Jānis Strenga Letonia 3:35,01 |
| Femenino doble (28.02)      | Elana Meyers Cherrelle Garrett Estados Unidos 3:46,47                                | Anja Schneiderheinze · Annika Drazek · Alemania · 3:46,90                                              | Cathleen Martini · Stephanie Schneider · Alemania · 3:47,53                      |

### Skeleton
| Evento            | Oro                                   | Plata                                   | Bronce                              |
| ----------------- | ------------------------------------- | --------------------------------------- | ----------------------------------- |
| Masculino (06.03) | Martins Dukurs Letonia 3:43,23        | Alexandr Tretiakov · Rusia · 3:43,92    | Tomass Dukurs Letonia 3:44,75       |
| Femenino (07.03)  | Elizabeth Yarnold Reino Unido 3:49,95 | Jacqueline Lölling · Alemania · 3:50,62 | Elisabeth Vathje · Canadá · 3:50,74 |

### Competición por equipos
| Evento                                                                          | Oro | Plata | Bronce |
| ------------------------------------------------------------------------------- | --- | --- | --- |
| Equipo mixto skeleton masc. doble bob fem. skeleton fem. doble bob fem. (01.03) | Alemania · Axel Jungk · Cathleen Martini / · Lisette Thöne · Tina Hermann · Francesco Friedrich / · Martin Grothkopp · 3:48,83 | Alemania · Christopher Grotheer · Anja Schneiderheinze / · Franziska Bertels · Anja Huber-Selbach · Johannes Lochner / · Gregor Bermbach · 3:49,27 | Rusia · Alexandr Tretiakov · Alexandra Rodionova / · Nadezhda Paleyeva · Mariya Orlova · Alexandr Kasianov / · Ilvir Juzin · 3:49,36 |

## Medallero
| Núm. | País           | Oro | Plata | Bronce | Total |
| ---- | -------------- | --- | ----- | ------ | ----- |
| 1    | Alemania       | 3   | 5     | 1      | 9     |
| 2    | Letonia        | 1   | 1     | 2      | 4     |
| 3    | Estados Unidos | 1   | 0     | 0      | 1     |
| 1    | Reino Unido    | 1   | 0     | 0      | 1     |
| 5    | Rusia          | 0   | 1     | 1      | 2     |
| 6    | Canadá         | 0   | 0     | 1      | 1     |
|      | TOTAL          | 6   | 7     | 5      | 18    |